# 失落迷城：群星的诅咒
《失落迷城》是由臺灣艾可米遊戲工作室開發、TinyBuild發行的一款動作角色扮演遊戲，於2022年10月11日在PlayStation 5、PlayStation 4、Xbox One、Xbox Series X/S、Steam和Epic遊戲商城平台发布。

## 外部連結
- 官方网站
- 失落迷城的Facebook專頁
- 失落迷城的X（前Twitter）
- 失落迷城的Instagram帳戶